# Stimmeisen

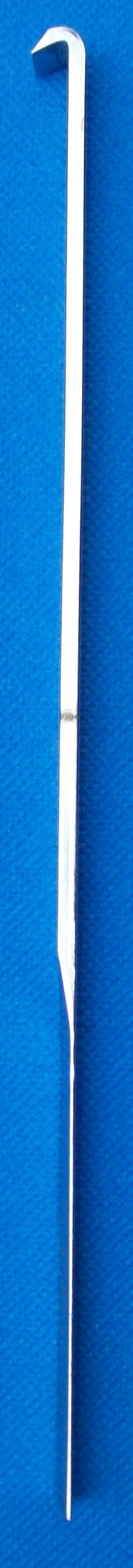

Das Stimmeisen dient zum Stimmen von Lingualpfeifen. Mit vorsichtigen Schlägen des Werkzeuges auf die Stimmkrücke der Lingualpfeife wird der schwingende Teil der Zunge verlängert bzw. verkürzt, wodurch sich die Tonhöhe verändert.
Stimmeisen sind aus Stahl oder Messing gefertigt. Gebräuchliche Längen betragen 300 mm, 400 mm und 500 mm; die Breite beträgt zwischen 10 mm und 15 mm. Ein Ende des Eisens ist oft hakenförmig ausgebildet, um die Stimmkrücken eng stehender Pfeifen von oben zu erreichen und (klopfend) nach oben ziehen zu können.
Neben Stimmhörnern für Labialpfeifen gehört ein Satz Stimmeisen (unterschiedliche Längen, unterschiedliche Gewichte (Massen)) zum Stimmwerkzeug eines Orgelbauers oder Organisten.